# Ò̤
Cette page contient des caractères spéciaux ou non latins. S’ils s’affichent mal (▯, ?, etc.), consultez la page d’aide Unicode.
Ò̤ (minuscule : ò̤), appelé O tréma souscrit accent grave, est un graphème et une lettre additionnelle de l’alphabet latin utilisée dans l’écriture du kayah et du mindong. Elle est composée d’un O, d’un tréma souscrit et d’un accent grave.

## Représentations informatiques
Le O tréma souscrit accent grave peut être représenté avec les caractères Unicode suivants : 
- composé et normalisé NFC (latin-1, diacritiques)[1],[2] :

| formes    | représentations | chaînes de caractères | points de code | descriptions                                                      |
| --------- | --------------- | --------------------- | -------------- | ----------------------------------------------------------------- |
| capitale  | Ò̤               | Ò◌̤                    | U+00D2 U+0324  | lettre majuscule latine o accent grave diacritique tréma souscrit |
| minuscule | ò̤               | ò◌̤                    | U+00F2 U+0324  | lettre minuscule latine o accent grave diacritique tréma souscrit |

- décomposé et normalisé NFD (latin de base, diacritiques) :

| formes    | représentations | chaînes de caractères | points de code       | descriptions                                                           |
| --------- | --------------- | --------------------- | -------------------- | ---------------------------------------------------------------------- |
| capitale  | Ò̤               | O◌̤◌̀                   | U+004F U+0324 U+0300 | lettre majuscule o diacritique tréma souscrit diacritique accent grave |
| minuscule | ò̤               | o◌̤◌̆                   | U+006F U+0324 U+0300 | lettre minuscule o diacritique tréma souscrit diacritique accent grave |